# The Divergent Series: Allegiant
The Divergent Series: Allegiant (coneguda com a Allegiant) és una pel·lícula distòpica de ciència-ficció d'acció dels Estats Units de 2016 dirigida per Robert Schwentke amb guió de Bill Collage, Adam Cooper i Noah Oppenheim. És la tercera i última entrega de la saga Divergent i la seqüela d'Insurgent i es volia que fos la primera de les dues parts de l'adaptació de la novel·la de 2013 Allegiant, l'últim llibre de la trilogia Divergent de Veronica Roth. La pel·lícula s'havia de dir The Divergent Series: Allegiant – Part 1, però es va reanomenar Allegiant el setembre de 2015; la seqüela es va anomenar Ascendant.
El repartiment el formen Shailene Woodley, Theo James, Jeff Daniels, Miles Teller, Ansel Elgort, Zoë Kravitz, Maggie Q, Ray Stevenson, Bill Skarsgård, Octavia Spencer i Naomi Watts. Està ambientada en un Chicago postapocalíptic i distòpic, i la història segueix Tris Prior, el seu xicot Quatre Eaton i el seu grup d'amics, que salten el mur que rodeja la ciutat. Una vegada són fora, descobreixen noves veritats que en desplaçaran les aliances i introduïran noves amenaces. Es va gravar a Atlanta (Geòrgia, Estats Units) del maig a l'agost de 2015.
Allegiant es va estrenar el 18 de març de 2016 a cinemes i IMAX i va rebre crítiques generalment negatives dels crítics. La pel·lícula va ser un èxit de taquilla, i va recaptar uns 179 milions de dòlars a tot el món contra un pressupost de 110 milions de dòlars, la pel·lícula menys taquillera de la saga. Després de retallades pressupostàries, es va cancel·lar la producció de la pel·lícula Ascendant a favor de reconfigurar-la com un telefilm per Starz, seguit d'una sèrie derivada. Ambdós projectes es van cancel·lar.

## Argument
La Tris i el Quatre escapen de Chicago, i descobreixen que tot el que creuen perd sentit després de la revelació de noves veritats. Per sobreviure a la guerra despietada que amenaça tota la humanitat, la Tris ha de prendre decisions sobre el coratge, la lleialtat, el sacrifici i l'amor.

## Repartiment
- Shailene Woodley com a Beatrice «Tris» Prior
- Theo James com a Tobias «Quatre» Eaton
  - Ian Belgard com a Quatre nen
- Miles Teller com a Peter Hayes
- Ansel Elgort com a Caleb Prior
- Zoë Kravitz com a Christina
- Jeff Daniels com a David[15]
- Maggie Q com a Tori Wu
- Naomi Watts com a Evelyn Johnson-Eaton
- Octavia Spencer com a Johanna Reyes
- Bill Skarsgård com a Matthew[16]
- Ashley Judd com a Natalie Prior
  - Anna Stevenson com a Natalie de nena
- Keiynan Lonsdale com a Uriah Pedrad
- Nadia Hilker com a Juanita «Nita»[17]
- Ray Stevenson com a Marcus Eaton
- Daniel Dae Kim com a Jack Kang
- Mekhi Phifer com a Max
- Xander Berkeley com a Phillip
- Jonny Weston com a Edgar
- Joseph David-Jones com a Hollis
- Andy Bean com a Romit